# Ян Воляк
Ян Станіслав Воляк (пол. Jan Stanisław Wolak; нар. 1 січня 1895, Львів  — пом. 30 квітня 1977, Гданськ, Польща) — польський футболіст, півзахисник та нападник. Відомий своїми виступами за «Поґонь» (Львів).

## Життєпис
Ян Воляк народився 1 січня 1895 року в австро-угорському місті Лемберг (зараз Львів).
Футбольну кар'єру розпочав 1910 року у львівській «Спарті», заснованій військовослужбовцями повітряного полку. Наступного року перебрався до «Погоні», у складі якої грав із перервами аж до 1923 року. У 1922 році у складі «Погоні» завоював золоту медаль чемпіонату Польщі, за яку провів 4 матчі. Здебільшого грав на позиції півзахисника. У 1924—1925 роках грав за львівську «Лехію», яка виступала на той час у окружній лізі.
Помер 30 квітня 1977 року у польському місті Гданськ.

## Досягнення
- Чемпіонат Польщі
  -  Чемпіон (1): (1922